# Mischa Filé

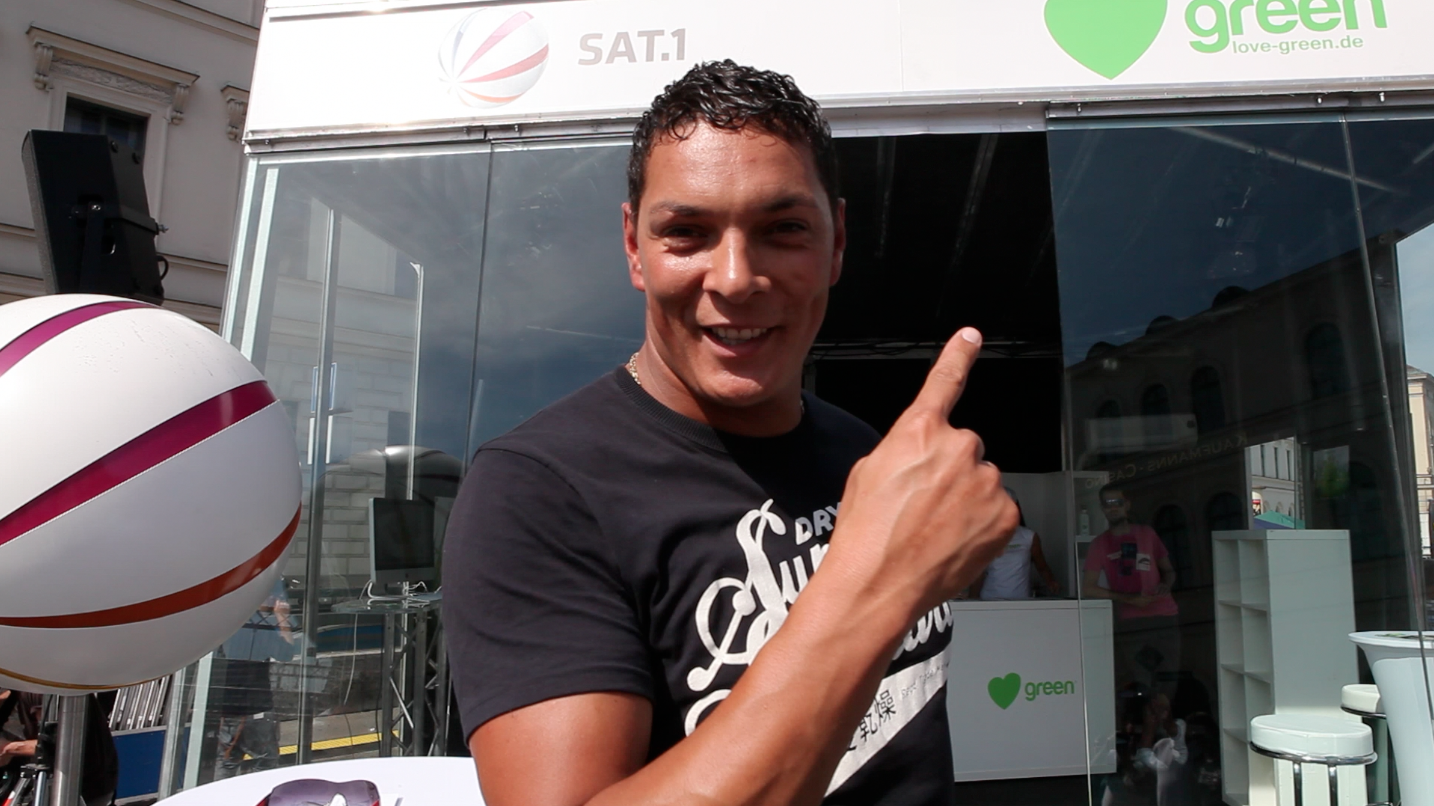
Mischa Filé beim Streetlife Festival in München 2011

Mischa Filé (* 8. März 1979 in Enschede, Niederlande) ist ein deutscher Schauspieler und Fernsehdarsteller.

## Leben
Filé kam im Alter von 6 Jahren nach Deutschland. Er machte zunächst eine Ausbildung zum Schlosser und Konstruktionsmechaniker. Erste Bühnenerfahrungen sammelte er im Jahr 2000 mit der Gründung der Band „BOYZARITY“. Als Schauspieler war er zunächst auf Theaterbühnen in Essen und Enschede aktiv. Über ein Casting, auf das ihn ein Bandmitglied aufmerksam gemacht hatte, kam Filé schließlich zum Fernsehen. Erste Hauptrollen erhielt er in der Gerichtsshow Das Jugendgericht.
Filé gab dann, nachdem er weitere TV-Angebote erhalten hatte, seinen erlernten Beruf auf. Er besuchte 2003 einen Workshop zur Arbeit als Stuntman, nahm dann ab 2004 auch regelmäßig Schauspielunterricht bei Ursula Michelis und erhielt regelmäßige Sprecherziehung bei Claudia Echterhoff.
Durch einen Mitarbeiter aus der Entwicklungsabteilung des TV-Formats Das Jugendgericht erhielt er 2003 einen Anruf zu einem Casting für die Pseudo-Doku Niedrig und Kuhnt – Kommissare ermitteln, das für Filé erfolgreich verlief. Ab 2003 übernahm er die Rolle des Kriminalkommissars Thomas Bossmann und gehörte zur Stammbesetzung. Er wurde zunächst für 19 Folgen verpflichtet; anschließend erhielt er einen Vertrag über mehrere Staffeln. Insgesamt spielte Filé die Rolle ohne Unterbrechung über 10 Jahre von 2003 bis zur Einstellung der Serie 2013. Die letzten Folgen mit Filé wurden Anfang 2014 ausgestrahlt. 2015 übernahm er mit der Rolle des Ermittlers Jannick van Dyke eine der Hauptrollen in der RTL-Pseudo-Doku Verdachtsfälle. 
Er arbeitet mittlerweile auch verstärkt als Moderator bei Events und ist als Unternehmer tätig. Im Mai 2014 eröffnete er gemeinsam mit seinem Freund, dem Moderator Mola Adebisi, eine Beach-Bar im Freibad Wolfssee in Duisburg-Wedau.
Zu seinen Hobbys gehören Motorsport, Autos, Fußball, Boxen und Joggen. Er engagiert sich im sozialen Bereich für kranke Kinder und unterstützte u. a. die Organisation „Strahlemännchen“. Filé lebt in Mülheim an der Ruhr.

## Filmografie (Auswahl)
- 2000: Nesthocker – Familie zu verschenken: Wasser marsch (Fernsehserie, Nebenrolle)
- 2001–2002: Das Jugendgericht: (zwei Folgen) Der Profi-Boxer, Türsteher abgeschleppt (Episodenhauptrollen)
- 2003–2014: Niedrig und Kuhnt – Kommissare ermitteln (Serienhauptrolle)
- 2004: Das Jugendgericht: Der Zocker (Episodenhauptrolle)
- 2004: Alarm für Cobra 11 – Die Autobahnpolizei: Gnadenlos (Fernsehserie, Nebenrolle)
- 2005: Er sagt, sie sagt (Fernsehserie)
- 2015: Verdachtsfälle (Serienhauptrolle)
- 2020: Grünberg und Kuhnt (Fernsehserie, Serienhauptrolle)